# Egenavgifter
Egenavgifter kallas de sociala avgifter som egenföretagare verksamma i Sverige måste betala i avgift för att finansiera socialförsäkringssystemet. Egenavgifterna motsvaras av de arbetsgivaravgifter en arbetsgivare måste erlägga för sina anställda, och beräknas på egenföretagarens nettointäkt, dvs. överskottet av näringsverksamheten. 

## Aktuella egenavgifter
För inkomståret 2020 omfattar egenavgifterna 28,97 procent för de flesta egenföretagare, och består av följande avgifter:
| Avgift                     | Avgiftsnivå 2020             |
| -------------------------- | ---------------------------- |
| Ålderspensionsavgift       | 10,21 %                      |
| Efterlevandepensionsavgift | 0,60 %                       |
| Sjukförsäkringsavgift      | 3,64 % (vid sju karensdagar) |
| Föräldraförsäkringsavgift  | 2,60 %                       |
| Arbetsskadeavgift          | 0,20 %                       |
| Arbetsmarknadsavgift       | 0,10%                        |
| Allmän löneavgift          | 11,62%                       |
| Totalt                     | 28,97 %                      |

## Undantag
Nivån 29,71 procent gäller under 2010 egenföretagare som är födda åren 1945 till 1983 och inte har börjat ta ut hel ålderspension, medan lägre nivåer gäller för företagare som är födda före 1945 eller efter 1983.
För personer födda 1938 till 1944, respektive 61 till 65 år gamla personer som tagit ut hel ålderspension under hela inkomståret, gäller också lägre avgifter. Dessa betalat enbart ålderspensionsavgift om 10,21 procent.
För personer födda 1937 och tidigare betalas varken sociala avgifter i form egenavgifter, arbetsavgifter eller särskild löneskatt.
Den tidigare nedsättningen av egenavgifter för ungdomar slopades den 1 juni 2016.

## Karensdagar
Nivån på sjukförsäkringsavgiften beror på hur många karensdagar egenföretagaren väljer att ha. Den som inte gör ett aktivt val har en karensdag och den normala nivå på egenavgifterna gäller då. Därutöver går det att välja att ha tre respektive 30 karensdagar. Vid tre karensdagar sjunker sjukförsäkringsavgiften till 6,74 % (och summan av egenavgifterna till 29,67 %), och vid 30 karensdagar gäller 5,95 % (summa 28,88 %). 